# Christmass
Christmass è un album discografico di Frank Black, pubblicato nel 2006. Il disco consiste di estratti live e registrazioni in studio di brani inediti e non.

## Tracce
1. (Do What You Want) Gyaneshwar – 2:55
2. Bullet – 2:59
3. I Burn Today – 3:20
4. Wave of Mutilation – 1:59
5. Living On Soul – 2:56
6. She's My Way – 3:47
7. Massif Centrale – 5:11
8. Where Is My Mind? – 3:21
9. Raider Man – 2:22
10. Demon Girl – 4:00
11. Dead Man's Curve – 2:43
12. Cactus – 2:46
13. Six-Sixty-Six – 1:57
14. Radio Lizards – 2:47
15. Don't Get Me Wrong – 3:59
16. All Around the World – 3:25
17. Nadine – 3:41
18. Manitoba – 3:24
19. The Water – 4:05
20. Song of the Shrimp – 9:28